# تامپاکامام
تامپاکامام (به لاتین: Thampakamam) یک منطقهٔ مسکونی در سری‌لانکا است که در استان شمالی (سری‌لانکا) واقع شده‌است.